# Thuật ngữ trong nhiếp ảnh
Các thuật ngữ khái niệm sau được dùng phổ biến trong nhiếp ảnh:
1. Cửa chập (shutter)
2. Khẩu độ mở (apature)
3. Căn nét/ lấy nét (focus)
4. Tiêu điểm (focal point)
5. Tiêu cự (focal length)
6. Ống phóng và ống cố định (zoom lens & fixed lens)
7. Tỷ lệ phóng quang học và kỹ thuật số (optical zoom & digital zoom)
8. Chế độ căn nét (focus mode)
9. ISO (International Organization for Standardization)
10. Phơi sáng (exposure)
11. Bù sáng (exposure compensation)
12. Phơi sáng (exposure bracketing)
13. Cân bằng trắng (white balance – WB)
14. Định dạng ảnh JPEG hay JPG, RAW
15. EXIF (Exchangeable Image File)
16. v.v.